# Campionato italiano di calcio da tavolo 2003
Il ventinovesimo campionato italiano di calcio da tavolo venne organizzato dalla F.I.S.C.T. a Urbino il 7 e 8 giugno 2003.
Sono stati assegnati 6 titoli:
- Open
- Veterans (Over40)
- Under19
- Under15
- Under12
- Femminile

## Medagliere
| Pos. | Regione               |   |   |   | Totale |
| ---- | --------------------- | - | - | - | ------ |
| 1    | Toscana               | 2 | 1 | 2 | 5      |
| 2    | Emilia-Romagna        | 2 | 1 | 1 | 4      |
| 3    | Lombardia             | 1 | 0 | 0 | 1      |
| 4    | Charleroi Belgio      | 1 | 0 | 0 | 1      |
| 5    | Friuli-Venezia Giulia | 0 | 1 | 3 | 4      |
| 6    | Umbria                | 0 | 1 | 2 | 3      |
| 7    | Lazio                 | 0 | 1 | 0 | 1      |
| 8    | Campania              | 0 | 1 | 0 | 1      |
| 9    | Marche                | 0 | 0 | 1 | 1      |

## Risultati

### Categoria Open

#### Girone A
- Luca Capellacci - Ivano Russo 8-2
- Paolo Cuccu - Simone Bertelli 0-1
- Luca Capellacci - Simone Bertelli 1-1
- Paolo Cuccu - Ivano Russo 0-0
- Luca Capellacci - Paolo Cuccu 0-0
- Simone Bertelli - Ivano Russo 6-1

#### Girone B
- Stefano Capossela - Enrico Tecchiati 1-1
- Antonello Pizzolato - Egidio Colombo 2-2
- Antonello Pizzolato - Giancarlo Giulianini 1-6
- Enrico Tecchiati - Egidio Colombo 4-1
- Giancarlo Giulianini - Enrico Tecchiati 4-0
- Stefano Capossela - Egidio Colombo 3-0
- Enrico Tecchiati - Egidio Colombo 7-1
- Stefano Capossela - Antonello Pizzolato 7-1
- Giancarlo Giulianini - Stefano Capossela 4-2
- Antonello Pizzolato - Enrico Tecchiati 2-5

#### Girone C
- Andrea Catalani - Federico Mattiangeli 1-2
- Salvatore Randielli - Emanuele Licheri 1-4
- Saverio Bari - Salvatore Randielli 8-0
- Federico Mattiangeli - Emanuele Licheri 1-2
- Saverio Bari - Federico Mattiangeli 4-2
- Andrea Catalani - Emanuele Licheri 2-1
- Saverio Bari - Emanuele Licheri 2-1
- Andrea Catalani - Salvatore Randielli 6-0
- Saverio Bari - Andrea Catalani 0-0
- Salvatore Randielli - Federico Mattiangeli 1-5

#### Girone D
- Massimiliano Croatti - Luca Mancini 1-0
- Mauro Salvati - Andrea Di Vincenzo 0-0
- Alex Iorio - Mauro Salvati 3-1
- Luca Mancini - Andrea Di Vincenzo 1-5
- Alex Iorio - Luca Mancini 3-0
- Massimiliano Croatti - Andrea Di Vincenzo 0-1
- Alex Iorio - Andrea Di Vincenzo 3-1
- Massimiliano Croatti - Mauro Salvati 1-2
- Alex Iorio - Massimiliano Croatti 2-2
- Mauro Salvati - Luca Mancini 4-0

Si qualifica Andrea Di Vincenzo dopo spareggio con Mauro Salvati

#### Girone E
- Francesco Mattiangeli - Daniele Pochesci 3-2
- Antonio Mettivieri - Alberto Apollo 2-1
- Francesco Mattiangeli - Alberto Apollo 0-0
- Antonio Mettivieri - Daniele Pochesci 2-0
- Francesco Mattiangeli - Antonio Mettivieri 1-2
- Alberto Apollo - Daniele Pochesci 1-2

#### Girone F
- Marco Lauretti - Vincenzo Varriale 2-2
- Roberto Rocchi - Simone Lazzarini 1-1
- Marco Lauretti - Simone Lazzarini 5-0
- Roberto Rocchi - Vincenzo Varriale 1-0
- Marco Lauretti - Roberto Rocchi 3-3
- Vincenzo Varriale - Simone Lazzarini 1-1

#### Girone G
- Massimo Bolognino - Efrem Intra 3-0
- Roberto Iacovich - Marco Mancini 2-0
- Massimiliano Nastasi - Roberto Iacovich 3-2
- Efrem Intra - Marco Mancini 6-0
- Massimiliano Nastasi - Efrem Intra 1-1
- Massimo Bolognino - Marco Mancini 6-0
- Massimiliano Nastasi - Marco Mancini 7-3
- Massimo Bolognino - Roberto Iacovich 3-0
- Massimiliano Nastasi - Massimo Bolognino 3-5
- Roberto Iacovich - Efrem Intra 1-5

#### Girone H
- Stefano De Francesco - Marco Perazzo 6-1
- Francesco Quattrini - Giuseppe Triggiani 1-0
- Stefano De Francesco - Giuseppe Triggiani 6-0
- Francesco Quattrini - Marco Perazzo 0-0
- Stefano De Francesco - Francesco Quattrini 1-2
- Marco Perazzo - Giuseppe Triggiani 3-0

#### Ottavi di finale
- Simone Bertelli - Roberto Rocchi 3-0
- Francesco Quattrini - Efrem Intra 2*-2 d.c.p.
- Antonio Mettivieri - Stefano Capossela 4-0
- Alex Iorio - Andrea Catalani 0-1
- Saverio Bari - Stefano De Francesco 1-2
- Marco Lauretti - Francesco Mattiangeli 1-2
- Massimo Bolognino - Luca Capellacci 2-0
- Giancarlo Giulianini - Mauro Salvati 3-1

#### Quarti di finale
- Simone Bertelli - Francesco Quattrini 0-0*
- Andrea Catalani - Antonio Mettivieri 2-4
- Stefano De Francesco - Francesco Mattiangeli 3-1
- Massimo Bolognino - Giancarlo Giulianini 0-1

#### Semifinali
- Antonio Mettivieri - Francesco Quattrini 1-0 d.t.s.
- Stefano De Francesco - Giancarlo Giulianini 0-3

#### Finale
- Antonio Mettivieri - Giancarlo Giulianini 0*-0 d.c.p.

### Categoria Under19

#### Girone Unico
- Daniele Bertelli - Aaron Allison 4-0
- Aaron Allison - Davide Peghin 2-3
- Daniele Bertelli - Davide Peghin 5-0
- Daniele Bertelli - Aaron Allison 6-2
- Aaron Allison - Davide Peghin 5-0
- Daniele Bertelli - Davide Peghin 2-1

### Categoria Under15

#### Girone A
- Stefano Buono - Johnatan Tartarelli 3-0
- Giacomo Giordano - Davide Gambacci 1-5
- Stefano Buono - Davide Gambacci 8-1
- Giacomo Giordano - Johnatan Tartarelli 0-5
- Stefano Buono - Giacomo Giordano 6-2
- Johnatan Tartarelli - Davide Gambacci 1-2

#### Girone B
- Marco Pennacchini - Giacomo Meozzi 3-0
- Simone Campana - Giacomo Meozzi 0-1
- Marco Pennacchini - Simone Campana 4-0

#### Semifinale
- Stefano Buono - Giacomo Meozzi 5-0
- Marco Pennacchini - Davide Gambacci 2-1

#### Finale
- Stefano Buono - Marco Pennacchini 4-2

### Categoria Under 12

#### Girone A
- Matteo Muccioli - Leonardo Praino 5-0
- Matteo Muccioli - Andrea Manganello 7-0
- Leonardo Praino - Andrea Manganello 1-0

#### Girone B
- Giacomo Pirioni - Zanotti 0-0
- Carlo Quadrano - Cristopher Rossi 2-1
- Giacomo Pirioni - Cristopher Rossi 0-1
- Carlo Quadrano - Zanotti 3-0
- Giacomo Pirioni - Carlo Quadrano 0-4
- Cristopher Rossi - Zanotti 2-0

#### Semifinali
- Matteo Muccioli - Cristopher Rossi 1-0 d.t.s.
- Carlo Quadrano - Leonardo Praino 1-0

#### Finale
- Matteo Muccioli - Carlo Quadrano 5-0

### Categoria Veterans

#### Girone A
- Mauro Nardini - Nicola Ranieri 3-1
- Alberto Amadei - Mauro Manganello 0-3
- Mauro Nardini - Mauro Manganello 2-2
- Alberto Amadei - Nicola Ranieri 1-2
- Mauro Nardini - Alberto Amadei 3-1
- Nicola Ranieri - Mauro Manganello 1-2

#### Girone B
- Severino Gara - Alberto Riccò 1-1
- Riccardo Marinucci - Maurizio Colella 2-3
- Severino Gara - Maurizio Colella 4-0
- Riccardo Marinucci - Alberto Riccò 1-0
- Severino Gara - Riccardo Marinucci 3-2
- Alberto Riccò - Maurizio Colella 4-0

#### Girone C
- Carlo Melia - Gianfranco Grahoja 1-0
- Francesco Ranieri - Lorenzo Molari 4-0
- Carlo Melia - Lorenzo Molari 6-1
- Francesco Ranieri - Gianfranco Grahoja 2-1
- Carlo Melia - Francesco Ranieri 3-0
- Gianfranco Grahoja - Lorenzo Molari 5-0

#### Girone D
- Massimo Conti - Vincenzo Chiesa 2-2
- Alessandro Arca - Stefano Appolloni 1-1
- Massimo Conti - Stefano Appolloni 1-0
- Alessandro Arca - Vincenzo Chiesa 2-0
- Massimo Conti - Alessandro Arca 3-1
- Vincenzo Chiesa - Stefano Appolloni 1-4

#### Quarti di finale
- Mauro Nardini - Francesco Ranieri 1-0 d.t.s.
- Massimo Conti - Alberto Riccò 1-2
- Carlo Melia - Stefano Appolloni 1-2
- Severino Gara - Mauro Manganello 3-4

#### Semifinali
- Mauro Nardini - Alberto Riccò 0-1
- Stefano Appolloni - Mauro Manganello 3-1

#### Finale
- Alberto Riccò - Stefano Appolloni 0*-0 d.c.p.

### Categoria Femminile

#### Girone Unico
- Laura Panza - Laura Petti 1-0
- Laura Panza - Laura Petti 1-0